# 艾岗乡
艾岗乡，是中华人民共和国河南省周口市西华县下辖的一个乡镇级行政单位。

## 行政区划
艾岗乡下辖以下地区：
艾岗村、木寨村、洪山庙村、苏桥村、候桥村、柳条冯村、杨庄村、半截楼村、潘北村、潘南村、苗里岗村、凌头岗村、都城岗村、麦庄村、白庙村、西黄庄村、关庄村、铁炉村、祁庄村、纸房村、新桥村和新白庙村。